# Мальва незамеченная
Ма́льва незаме́ченная, или мальва пренебрежённая, или просви́рник незамеченный, или просвирник пренебрежённый (лат. Málva neglécta) — вид растений рода Мальва (Malva) семейства Мальвовые (Malvaceae). 
Тривиальное русское название — калачики.

## Ботаническое описание
Многолетнее растение 8—45 см высотой, покрыто звёздчатыми волосками — от почти голого до сероватого об обильного опушения. Стебели многочисленные, разветвлённые, приподнимающиеся или лежачие, реже прямые.

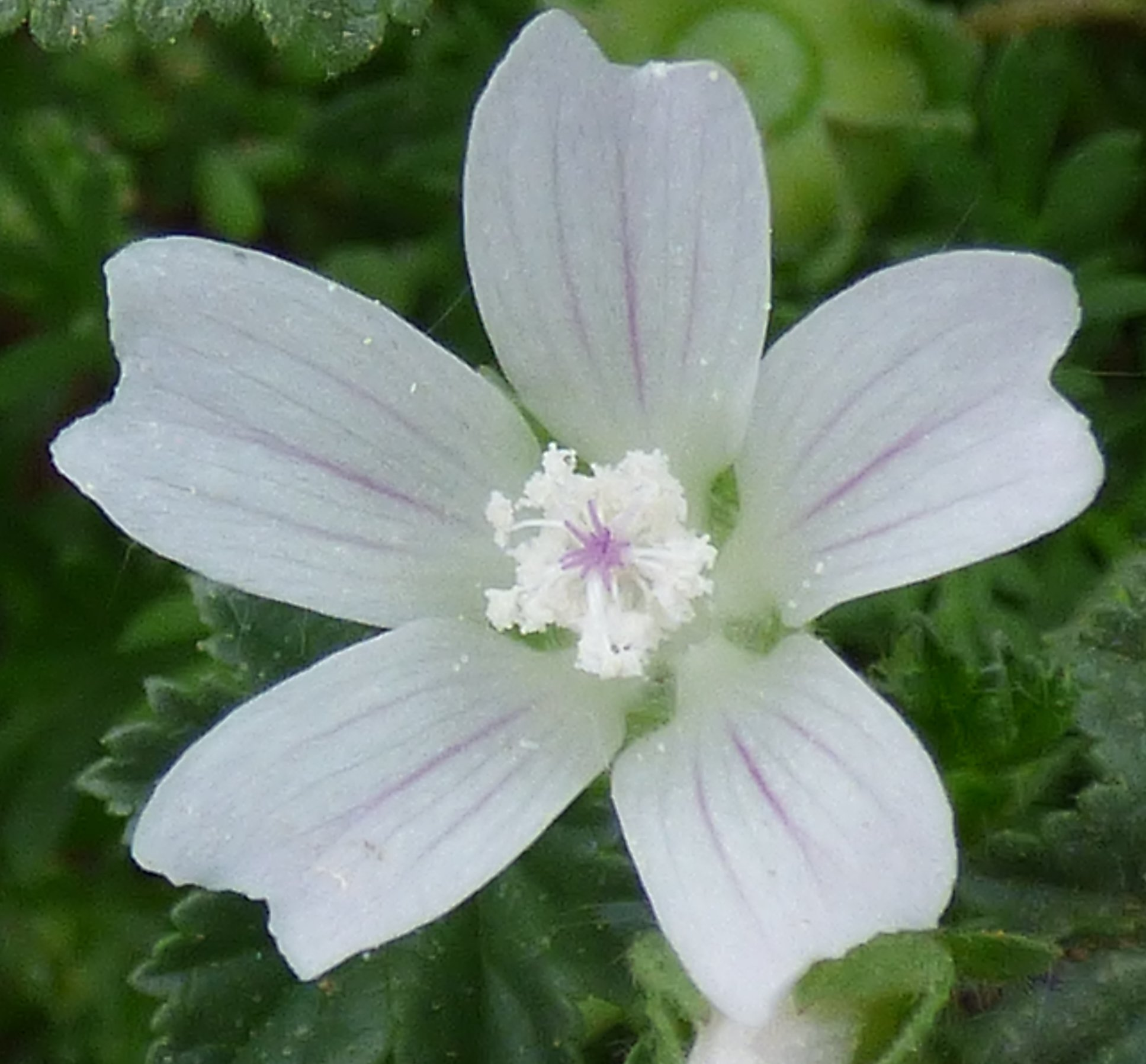
Цветок

Листья на очень длинных  черешках, округлые или почковидные, частично 5—7 лопастные, пильчатые, 2,5 (до 4) см в длину и 3 (до 6) см в ширину. Прилистники яйцевидные.

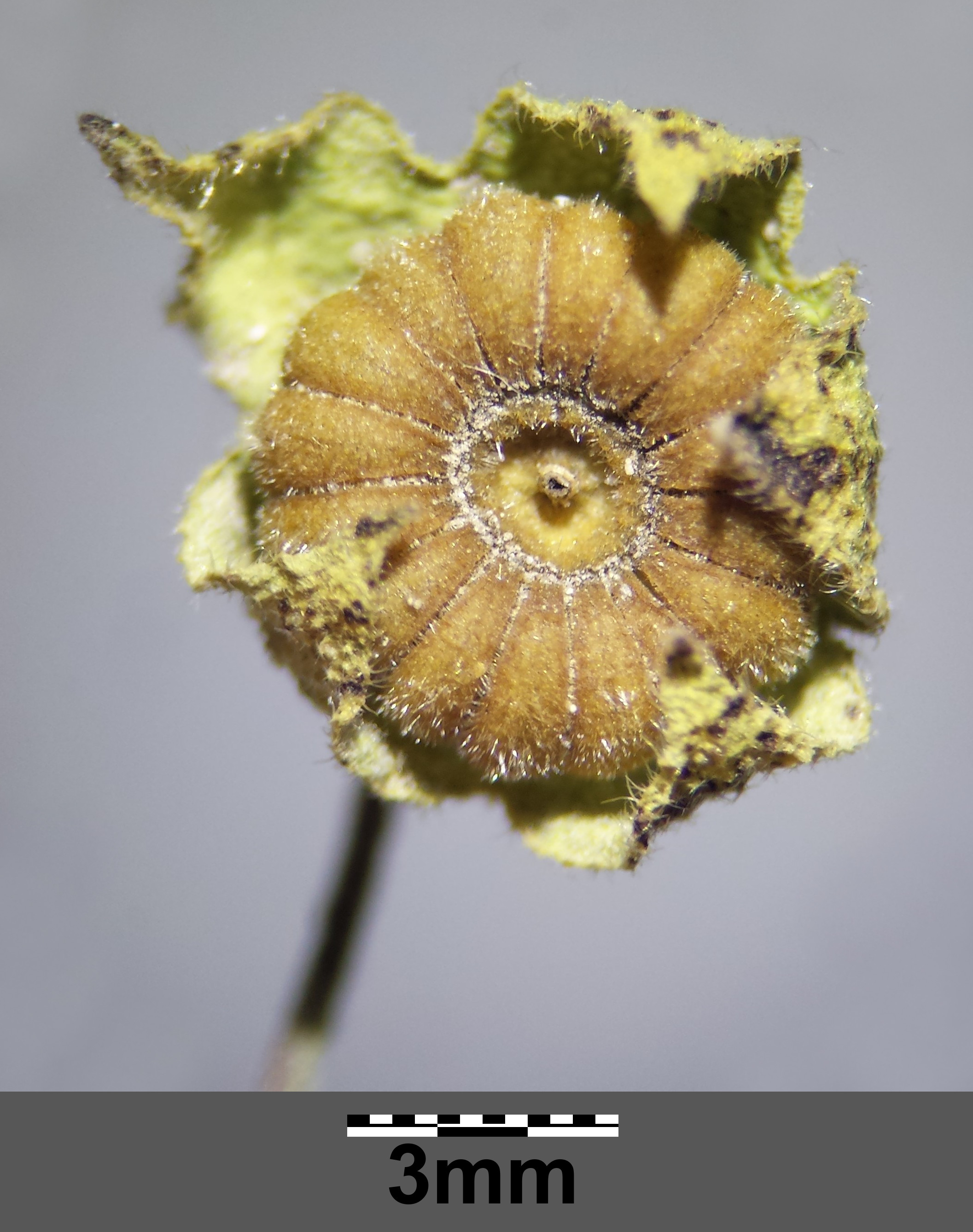
Схизокарпий

Прицветники пленчатые. Цветки развиваются в пазухах листьев, по 3—4, реже одиночные, на длинных, но неравных, прямых (при плодах несколько поникают), цилиндрических цветоножках. Чашелистики треугольно-яйцевидные, к вершине заострённые, на половину длинны сросшиеся. Лепестки 10—13 (до 15) мм длиной, что в 2—3 раза длиннее чашелистиков; бледно-розовые или белые с розовыми жилками, яйцевидные, на концах выемчатые. Тычиночная трубка 5—7 мм длиной, опушена длинными, простыми волосками.
Плод — дискообразная дробная коробочка (схизокарпий), 5—7 мм в диаметре, с коротким столбиком; состоит из 12—16 сжатых с боков, плотно короткоопушённых плодиков-мерикарпиев, с округлыми, тупыми, реже несколько островатыми рёбрами. Семена темно-бурые, мелкоморщинистые, почковидные, 2 мм длиной.
Цветёт в Европе с мая по сентябрь, плодоносит с июля по октябрь.

## Ареал и экология
Растёт в областях субтропического и умеренного климата Европы, Передней и Центральной Азии, а также на севере Африки в Марокко и Алжире. Инвазионный вид в Северной и Южной Америке (за исключением тропиков), на юге Африки, в Индии, Корее и Японии.
Предпочитает почвы, богатые азотистыми веществами. Растёт на выгонах и среди редких кустарников, по сорным местам, вдоль дорог, возле жилья, в садах и огородах.

## Хозяйственное значение и применение
Лекарственное растение, в народной медицине применяемое при катарах верхних дыхательных путей и желудочных заболеваниях.

## Классификация

### Таксономия
Malva neglecta Wallr., 1824, Syll. Pl. Nov. 1: 140.
Вид мальва незамеченная относится к роду Мальва (Malva), трибы Мальвовые (Malveae) подсемейства Мальвовые (Malvoideae) семейства Мальвовые (Malvaceae) порядка Мальвоцветные (Malvales).
Кладограмма в соответствии с Системой APG IV:
|  |                                      |  |                                   |                                   |                     |  | ещё 9 семейств | ещё 9 семейств |                         |  |  |  | ещё около 63 подтвержденных видов и 53 вида, ожидающих подтверждения |
|  |                                      |  |                                   |                                   |                     |  | ещё 9 семейств | ещё 9 семейств |                         |  |  |  | ещё около 63 подтвержденных видов и 53 вида, ожидающих подтверждения |
|  |                                      |  |                                   | порядок Мальвоцветные             |                     |  |                |                | род Мальва              |  |  |  |                                                                      |
|  |                                      |  |                                   | порядок Мальвоцветные             |                     |  |                |                | род Мальва              |  |  |  |                                                                      |
|  | отдел Цветковые, или Покрытосеменные |  |                                   |                                   | семейство Мальвовые |  |                |                | вид Мальва незамеченная |  |  |  |                                                                      |
|  | отдел Цветковые, или Покрытосеменные |  |                                   |                                   | семейство Мальвовые |  |                |                |                         |  |  |  |                                                                      |
|  |                                      |  | ещё 63 порядка цветковых растений | ещё 63 порядка цветковых растений |                     |  |                | ещё 245 родов  | ещё 245 родов           |  |  |  |                                                                      |
|  |                                      |  |                                   | ещё 63 порядка цветковых растений |                     |  |                |                | ещё 245 родов           |  |  |  |                                                                      |

### Синонимы

#### Гомотипные
- Malva rotundifolia var. crispa Wimm. & Grab., 1829

#### Гетеротипные
- Malva fruticans Dorner ex Rchb., 1841
- Malva prostrata Gilib., 1782
- Malva rotundifolia var. grandior Wahlenb., 1826
- Malva rotundifolia var. intermedia Ball, 1878
- Malva rotundifolia var. perennans Post, 1932 publ. 1933
- Malva salvitellensis V.Brig., 1816
- Malva vulgaris Fr., 1824 — nom. illeg.